# Граница между Буркина-Фасо и Нигером

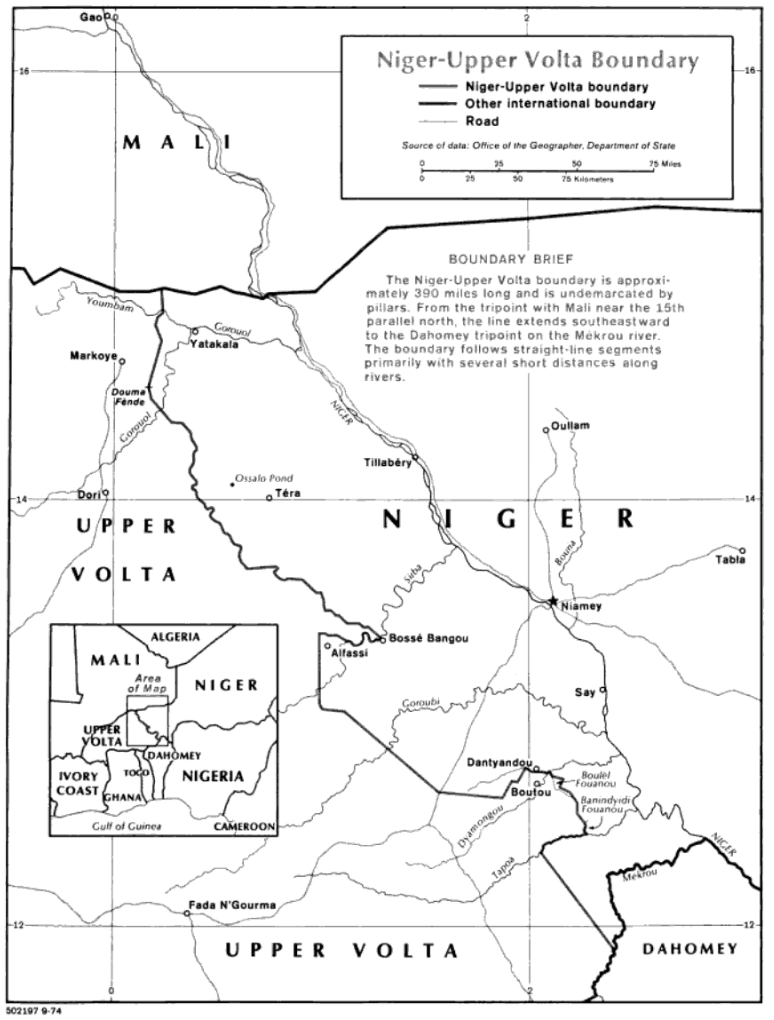
Карта границы между Буркина-Фасо и Нигером

Граница между Буркина-Фасо и Нигером составляет 622 км в длину и проходит от тройного пограничного стыка с Мали на севере до тройного пограничного стыка с Бенином на юге.

## Описание
Граница начинается с тройного пограничного стыка с Мали на севере, а затем продолжается в основном в юго-восточном направлении (за исключением небольшого выступа Буркинабе) по ряду преимущественно прямых линий, а также по некоторым рекам, таким как Тапоа, до достижения Бенинского тройного пограничного стыка на реке Мекру.

## История
В 1880-е годы между европейскими державами велась острая конкуренция за территории в Африке, процесс, известный как гонка за Африку. Кульминацией процесса стала Берлинская конференция 1884 года, на которой заинтересованные европейские страны согласовали свои территориальные претензии и правила ведения боевых действий. В результате этого Франция получила контроль над верхней долиной реки Нигер (примерно такой же, как территории современных Мали и Нигера). Франция начала занимать территорию современного Мали (тогда часто называемого Французским Суданом) и Буркина-Фасо (тогда называемую Верхняя Вольта) в течение 1880-90-х годов, а затем к 1900 году оккупировала территорию современного Нигера. Эти районы перешли под контроль колонии Французской Западной Африки (Afrique occidentale française, сокращённо AOF). Внутренние подразделения этого государства претерпели несколько изменений за время своего существования; нынешние Мали, Нигер и Буркина-Фасо изначально были объединены в Верхний Сенегал и Нигер, при этом Нигер представлял собой военную территорию, с центром управления в Зиндере. Военная территория Нигера была отделена в 1911 году, став отдельной колонией в 1922 году, а в 1919 году Мали и Верхняя Вольта были образованы как отдельные колонии. До 1926-27 годов граница Нигер — Верхняя Вольта была полностью сформирована рекой Нигер, однако в этот период по указу Франции Нигер получил районы к западу от реки, которые находятся в его составе и сегодня. Более точная граница между двумя образованиями была проведена в 1927 году. В 1932 году Верхняя Вольта была упразднена, а её территория разделена между окружающими колониями; в результате Нигер получил большую часть восточных районов Верхней Вольты, что дало ему общую границу с французскими колониями Того и Кот-д’Ивуар. Верхняя Вольта была восстановлена в 1947 году в прежних границах.

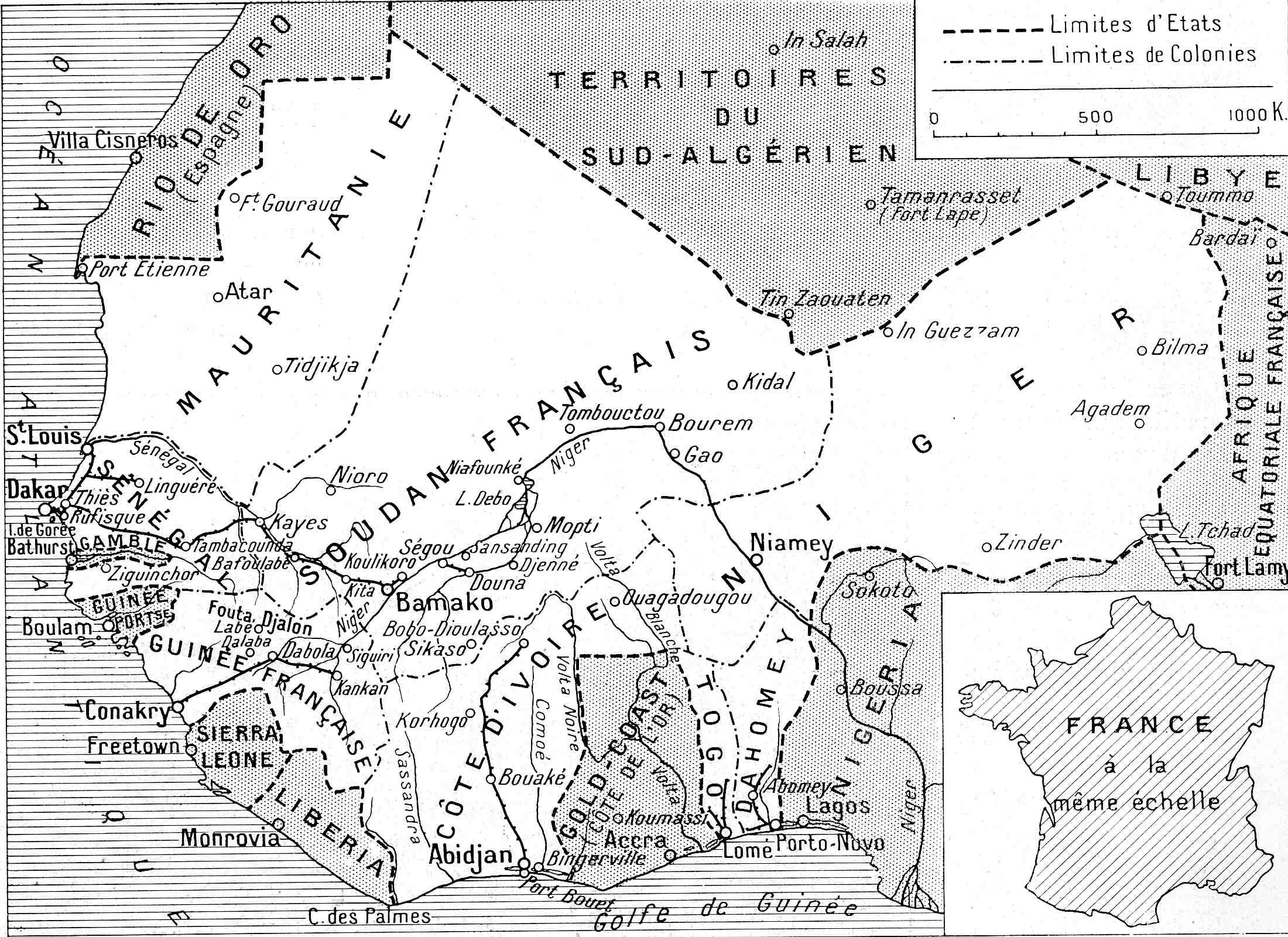
Французская Западная Африка, в период, когда Буркина-Фасо была разделена между соседними колониями.

По мере роста движения за деколонизацию в эпоху после Второй мировой войны Франция постепенно предоставляла больше политических прав и представительства своим африканским колониям к югу от Сахары, что привело к предоставлению широкой внутренней автономии Французской Западной Африке в 1958 году в рамках Французского сообщества. В августе 1960 года и Нигер, и Верхняя Вольта (переименованная в Буркина-Фасо в 1984 году) получили полную независимость, и их общая граница стала международной границей между двумя суверенными государствами. 23 июня 1964 года два новых правительства встретились и официально согласились урегулировать общую границу, однако, похоже, окончательной договоренности в результате этих обсуждений не последовало. Полная демаркация границы оставалась незавершённой до конца 1980-х годов, однако споры о толковании договоров о границе колониальной эпохи побудили два государства передать спор в Международный Суд в 2010 году. Впоследствии Международный Суд вынес решение по спору в 2013 году, рекомендуя несколько небольших территориальных обменов, которые были приняты правительствами обеих стран.

## Пограничные переходы
Есть несколько пограничных переходов. Наиболее посещаемым является переход Самбалгу (Буркина-Фасо) — Макалонди (Нигер), который находится на главной дороге Уагадугу—Ниамей.